# Toni Egger
Pour les articles homonymes, voir Egger.
Toni Egger, né le 12 septembre 1926 et mort le 2 février 1959, est un alpiniste autrichien originaire du Tyrol.

## Biographie
Grimpeur exceptionnel, spécialiste des Alpes orientales, Toni Egger est connu pour son extraordinaire rapidité. En 1957, il dirige une expédition dans la cordillère Huayhuash et, en 1959, il se rend en Patagonie avec Cesare Maestri. Il meurt à l'issue de la tentative d'ascension du Cerro Torre, emporté par une avalanche de glace. Son corps n'est retrouvé qu'en 1975.

## Anecdote
Le Torre Egger qui se trouve à proximité du Cerro Torre a été nommé d'après Toni Egger.

## Ascensions
- 1953 - Première ascension de la face sud du Laserz
- 1955 - Première ascension de la face sud de la Cima Piccola (2 857 m) (Tre Cime di Lavaredo)
- 1955 - Faces nord de la Cima Ovest (2 973 m) et la Cima Grande (2 999 m) (Tre Cime di Lavaredo) dans la même journée
- 1956 - Ascension du pilier Bonatti avec un seul bivouac
- 1956 - Première ascension du Spigolo sud de la Punta d'Ombretta (Marmolada)
- 1957 - Ascension du Yerupaja Chico (6 089 m) et du Jirishanca (6 094 m)